# Euryoryzomys
Euryoryzomys ist eine in Südamerika verbreitete Gattung von Nagetieren in der Familie der Wühler (Cricetidae).

## Taxonomie
Die zugehörigen Arten wurden bis zum Jahr 2006 in die Gattung Reisratten (Oryzomys) eingeordnet. Der wissenschaftliche Name ist aus dem griechischen Adjektiv eurys (für „weit [verbreitet]“) und dem Gattungsnamen Oryzomys (für Reisratten) zusammengesetzt.

## Merkmale
Diese Nagetiere erreichen gewöhnlich eine Kopf-Rumpf-Länge von 90 bis 96 mm und eine Schwanzlänge von 100 bis 185 mm. Das Gewicht ist nur für die Rostbraune Reisratte bekannt, die 20 bis 100 g wiegt. Bei den meisten Gattungsmitgliedern ist der Schwanz länger als die anderen Körperteile zusammen. Das weiche und dichte Fell der Oberseite wird aus langen bis sehr langen Haaren gebildet. Abhängig von der Art ist die Fellfarbe oberseits braun, rotbraun oder gelbbraun und unterseits hellgrau bis weiß. Der Schwanz ist oberseits immer dunkler. Kennzeichnend sind lange schmale Hinterfüße mit weißen Haarbüscheln an den Zehen, welche die Krallen umschließen.

## Arten und Verbreitung
Die IUCN und das Handbook of the Mammals of the World führen folgende Arten:
- Emmons-Reiratte (Euryoryzomys emmonsae) lebt im Zentrum Brasiliens.
- Die Gelbbraune Reisratte (Euryoryzomys lamia) ist im Umfeld Brasilias verbreitet.
- Die Großkopf-Reisratte (Euryoryzomys legatus) bewohnt den Süden Boliviens und das nördliche Argentinien.
- Die McConnell-Reisratte (Euryoryzomys macconnelli) kommt im Norden Südamerikas vor.
- Die Elegante Reisratte (Euryoryzomys nitidus) lebt im Westen Brasiliens, im Osten Perus und in Bolivien.
- Die Rostbraune Reisratte (Euryoryzomys russatus) bewohnt den Westen Paraguays und das südöstliche Brasilien.

## Gefährdung
Die Gelbbraune Reisratte ist durch Landschaftsveränderungen bedroht und wird als gefährdet gelistet. Für die Emmons-Reiratte ist die Datenlage unzureichend. Die weiteren Arten sind als nicht gefährdet gelistet.